# Foster (Einheit)
Das Foster war eine englische Masseneinheit (Gewichtsmaß) für Blei. Bleierz wurde aber nach dem Oredish gewogen.
- London: 1 Foster = 28 Hundredweight (ähnlich Ztr.) = 1422,5 Kilogramm